# Kazimierz Bein

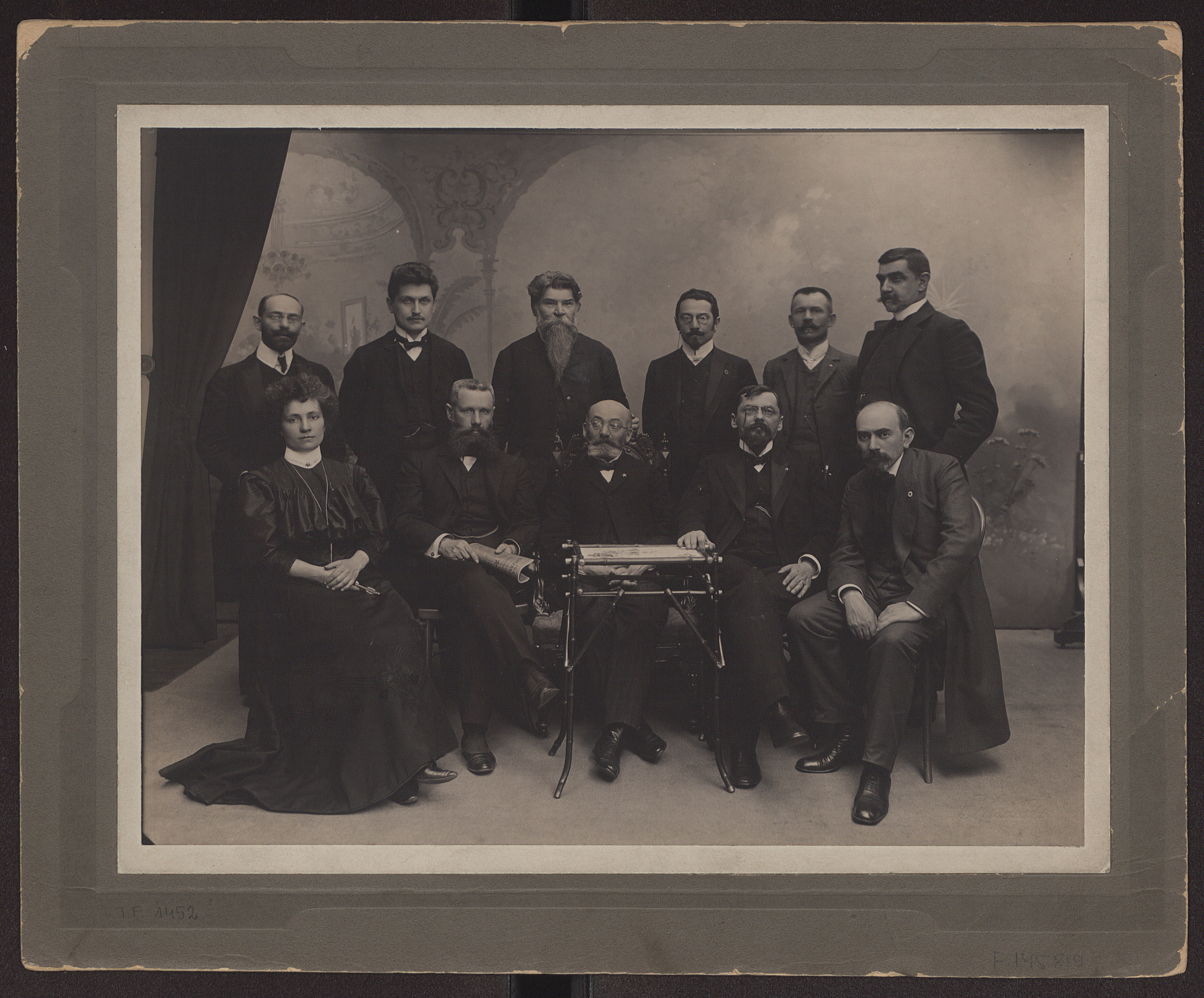
Um grupo de esperantistas com Zamenhof em 1908. Kabe é o segundo de pé a partir da esquerda.

Kazimierz Bein foi um oftalmologista polonês, além de lexicógrafo, tradutor e, por algum tempo, esperantista, ocupando o cargo de vice-presidente da Academia de Esperanto. É também conhecido por seu pseudônimo Kabe, formado pelas primeiras sílabas de seu nome e sobrenome. Foi um dos maiores estilistas durante o período inicial da literatura esperantista.

## Vida
Em sua juventude, Kabe participou do movimento anti-russo, devido ao qual foi exilado por vários anos. Por isso, só em 1899 ele terminou a faculdade de medicina em Cazã. Ele escreveu vários livros e artigos na área e fundou a Sociedade Polonesa de Oftalmologia. Também era conhecido como fotógrafo amador.

## Kabe e o Esperanto
No movimento esperantista, ficou famoso (usando o pseudônimo "Kabe") com Fundo de l' Mizero ("O Fundo da Miséria", em tradução livre), lançado em 1904, uma tradução da obra Dno nędzy do escritor polonês Wacław Sieroszewski. Desde 1906, foi vice-presidente da Academia de Esperanto. Kabe foi durante alguns anos o mais proeminente tradutor para o Esperanto.

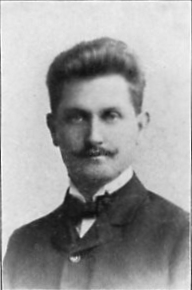
Retrato de Kabe

As duas principais obras de Kabe são o dicionário Vortaro de Esperanto e o romance La Faraono, tradução de Faraon, do escritor polonês Bolesław Prus.
O grande mérito de Kabe foi sua influência no que diz respeito à evolução do estilo da prosa em Esperanto. Sua linguagem era clara, simples e livre de idiotismos. Em entrevista à revista Literatura Mondo, Kabe diz que, para se ter um bom estilo, o tradutor para o Esperanto deve conhecer pelo menos três línguas diferentes.

Li mem klarigas tion, en la supre nomita intervjuo, per sia plurlingveco, laŭ li: por havi bonan stilon nepre estas necese koni minimume tri diversajn lingvojn. Ĉi tio nepre estis vera por la unua periodo de la lingvo, kiam Esperanto ne havis ankoraŭ propran spiriton kaj oni ĝin devis krei, sed ĝi pli kaj pli perdas sian signifon per la iom-post-ioma kompletiĝo kaj memstariĝo de la lingvo.
Kabe não teve escritos próprios. De acordo com ele, "a língua (Esperanto) se aproveita muito mais com a tradução do que com a escrita original livre".

### Traduções

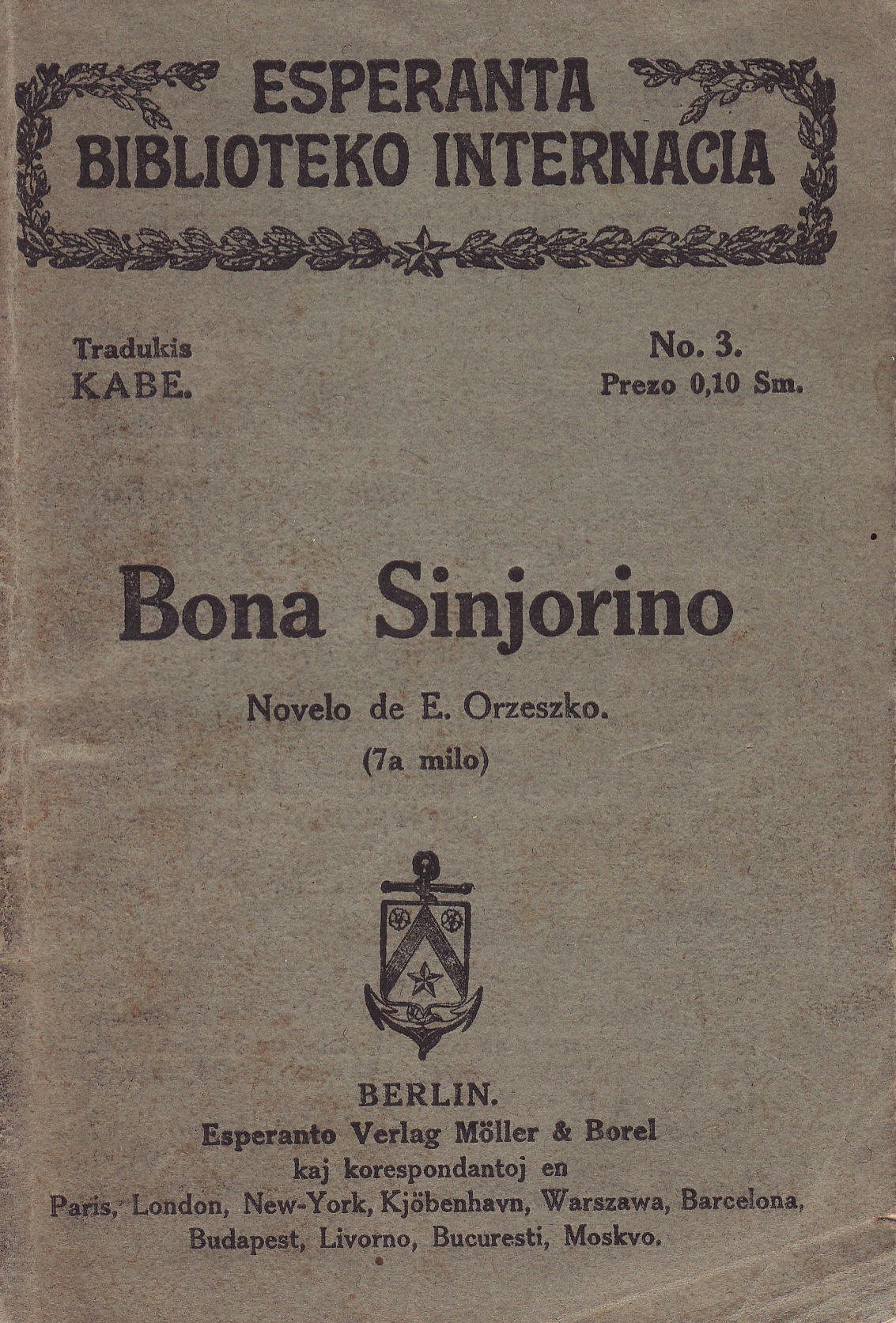
Capa de Bona Sinjorino, de Eliza Orzeszkowa, tradução de Kabe, 1979.

- Fundo de l' Mizero de Wacław Sieroszewski
- La Faraono de Bolesław Prus
- La Interrompita Kanto de Eliza Orzeszkowa
- La Fumejo de l' Opio de Władysław Reymont
- Pola Antologio
- Versaĵoj en Prozo de Ivan Turgueniev
- Patroj kaj Filoj de Ivan Turgueniev
- Elektitaj Fabeloj dos Irmãos Grimm
- Internacia Krestomatio
- Unua Legolibro
- La Lasta de Władysław Reymont
- Bona Sinjorino de Eliza Orzeszkowa
- En Malliberejo de E. Ĉirikov
- Mia Poŝhorloĝo de Konopnicka
- La Juĝo (Letero de mortinto) de J. Kaliszewski
- Legendo de Eliza Orzeszkowa

### Kabe abandona o movimento
Em 1911, Kabe desapareceu de repente do movimento esperantista, sem nenhum comentário a respeito dos motivos. Ele abdicou da sua carreira no Esperanto e tornou-se diretor do Instituto Oftalmológico de Varsóvia. Desde então, ele não se ocupou mais com o Esperanto. Os motivos dessa decisão são obscuros, mas é provável que causas pessoas tenham contribuído (desentendimentos com Antoni Grabowski, Adam Zakrzewski e outros). Após vinte anos, em 1931, numa entrevista à revista Literatura Mondo, ele falou sobre a estagnação do Esperanto e afirmou não considerar tais línguas estagnantes como soluções para um idioma internacional.
De seu pseudônimo, surgiu no Esperanto o verbo kabei, que significa "abandonar o movimento esperantista após ser um grande ativista nele". O verbo já se encontrava em enciclopédias esperantistas desde 1935 e é usado até os dias atuais.
De acordo com um artigo russo, Kabe se ocupou novamente com Esperanto aos 84 anos, três anos antes de sua morte.

## Escritos médicos de Kabe
- Zwyrodnienie krążkowe plamki żółtej (1948)
- O poprawność mowy polskiej : (najpospolitsze błędy w polszczyźnie lekarzy) (1950)
- Najprostsze oko schematyczne (1951)
- Zarys okulistyki Bronisław Ziemiński (Kabe para a impressão, 1930)